# 马来西亚武装部队
马来西亚武装部队（英語：Malaysian Armed Forces（MAF））扮演的角色是保卫马来西亚国土完整和主权独立，随时应付一切可能发生的威胁；在国家内部发生动乱时维持公共秩序；发生自然灾害的时候给予援助。同时也参于联合国维持和平部队的维和行动。馬來西亞在全球軍事综合力量排名中排名第44名。
马来西亚武装部队细分为以下三个分支：
- 马来西亚陆军（英語：Malaysian Army（MA））
- 马来西亚皇家海军（英語：Royal Malaysian Navy（RMN））
- 马来西亚皇家空军（英語：Royal Malaysian Air Force（RMAF））

## 编制

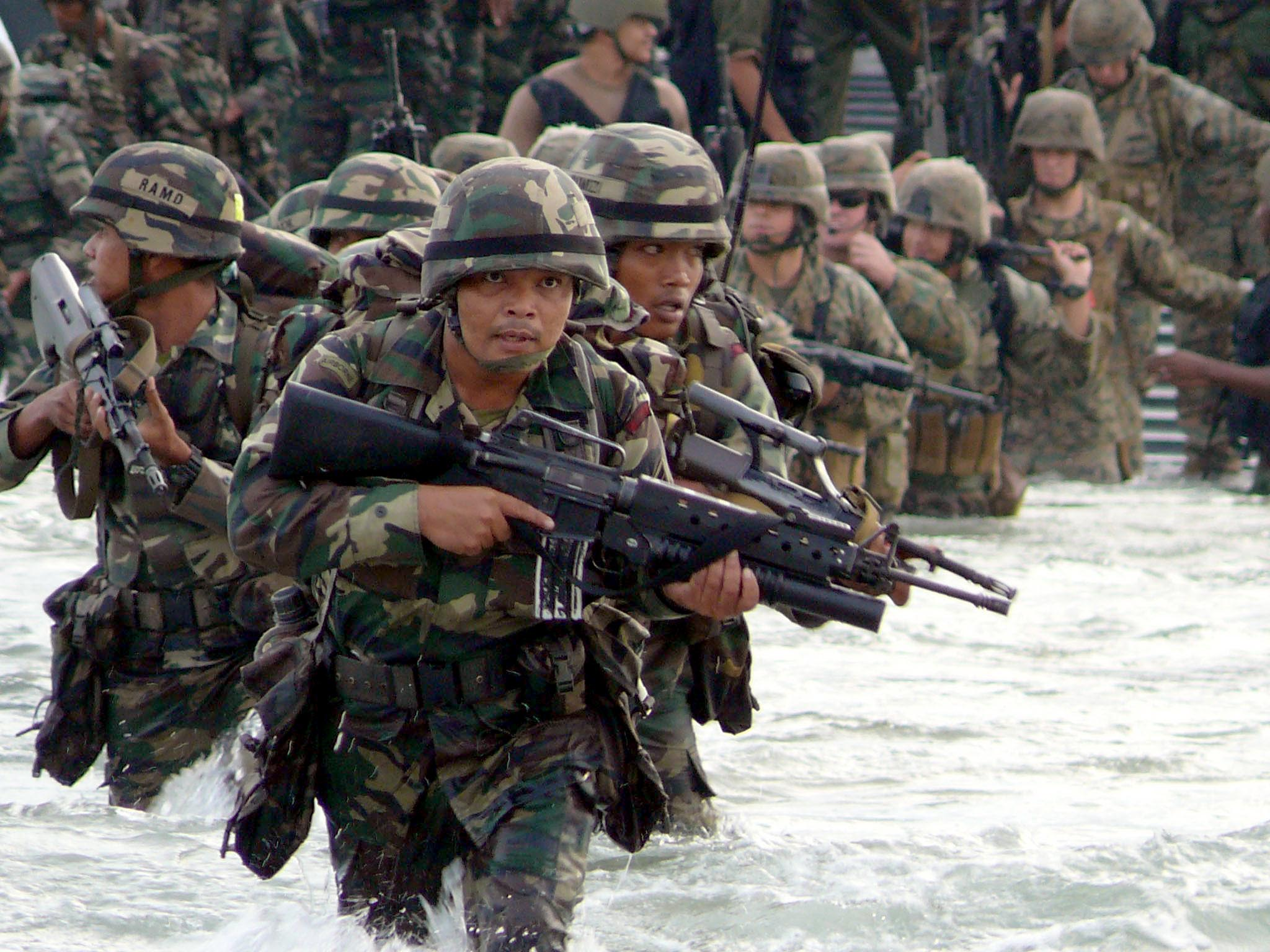
马来西亚陸軍

马来西亚武装部队是由最高元首所委任的总司令所领导，总司令的军阶为上将，他通过麾下的各司令部（JPP；Jawatankuasa Panglima-panglima）指挥和管理武装部队的运作。目前马来西亚武装部队的总司令是拿督莫哈末尼占上将。
|  |  |                                              |                                              |                                                           |                                                           |                                                           |                                                           |                                                           |                                                           | 总司令（PAT） （Panglima Angkatan Tentera） |                                             |                                             |                                             |                                             |                                             |                                                               |                                                               |                                                               |                                                               |                                                               |                                                               |                                              |                                              |  |  |  |  |
|  |  |                                              |                                              |                                                           |                                                           |                                                           |                                                           |                                                           |                                                           |                                             |                                             |                                             |                                             |                                             |                                             |                                                               |                                                               |                                                               |                                                               |                                                               |                                                               |                                              |                                              |  |  |  |  |
|  |  |                                              |                                              | 防卫情报组（BSPP） （Bahagian Staf Perisikan Pertahanan） | 防卫情报组（BSPP） （Bahagian Staf Perisikan Pertahanan） | 防卫情报组（BSPP） （Bahagian Staf Perisikan Pertahanan） | 防卫情报组（BSPP） （Bahagian Staf Perisikan Pertahanan） | 防卫情报组（BSPP） （Bahagian Staf Perisikan Pertahanan） | 防卫情报组（BSPP） （Bahagian Staf Perisikan Pertahanan） |                                             |                                             |                                             |                                             |                                             |                                             | 武装部队司令部（MK ATM） （Markas Angkatan Tentera Malaysia） | 武装部队司令部（MK ATM） （Markas Angkatan Tentera Malaysia） | 武装部队司令部（MK ATM） （Markas Angkatan Tentera Malaysia） | 武装部队司令部（MK ATM） （Markas Angkatan Tentera Malaysia） | 武装部队司令部（MK ATM） （Markas Angkatan Tentera Malaysia） | 武装部队司令部（MK ATM） （Markas Angkatan Tentera Malaysia） |                                              |                                              |  |  |  |  |
|  |  |                                              |                                              | 防卫情报组（BSPP） （Bahagian Staf Perisikan Pertahanan） | 防卫情报组（BSPP） （Bahagian Staf Perisikan Pertahanan） | 防卫情报组（BSPP） （Bahagian Staf Perisikan Pertahanan） | 防卫情报组（BSPP） （Bahagian Staf Perisikan Pertahanan） | 防卫情报组（BSPP） （Bahagian Staf Perisikan Pertahanan） | 防卫情报组（BSPP） （Bahagian Staf Perisikan Pertahanan） |                                             |                                             |                                             |                                             |                                             |                                             | 武装部队司令部（MK ATM） （Markas Angkatan Tentera Malaysia） | 武装部队司令部（MK ATM） （Markas Angkatan Tentera Malaysia） | 武装部队司令部（MK ATM） （Markas Angkatan Tentera Malaysia） | 武装部队司令部（MK ATM） （Markas Angkatan Tentera Malaysia） | 武装部队司令部（MK ATM） （Markas Angkatan Tentera Malaysia） | 武装部队司令部（MK ATM） （Markas Angkatan Tentera Malaysia） |                                              |                                              |  |  |  |  |
|  |  |                                              |                                              |                                                           |                                                           |                                                           |                                                           |                                                           |                                                           |                                             |                                             |                                             |                                             |                                             |                                             |                                                               |                                                               |                                                               |                                                               |                                                               |                                                               |                                              |                                              |  |  |  |  |
|  |  |                                              |                                              |                                                           |                                                           |                                                           |                                                           |                                                           |                                                           |                                             |                                             |                                             |                                             |                                             |                                             |                                                               |                                                               |                                                               |                                                               |                                                               |                                                               |                                              |                                              |  |  |  |  |
|  |  | 陆军司令部（MK TD） （Markas Tentera Darat） | 陆军司令部（MK TD） （Markas Tentera Darat） | 陆军司令部（MK TD） （Markas Tentera Darat）              | 陆军司令部（MK TD） （Markas Tentera Darat）              | 陆军司令部（MK TD） （Markas Tentera Darat）              | 陆军司令部（MK TD） （Markas Tentera Darat）              |                                                           |                                                           | 海军司令部（MK TL） （Markas Tentera Laut） | 海军司令部（MK TL） （Markas Tentera Laut） | 海军司令部（MK TL） （Markas Tentera Laut） | 海军司令部（MK TL） （Markas Tentera Laut） | 海军司令部（MK TL） （Markas Tentera Laut） | 海军司令部（MK TL） （Markas Tentera Laut） |                                                               |                                                               | 空军司令部（MK TU） （Markas Tentera Udara）                  | 空军司令部（MK TU） （Markas Tentera Udara）                  | 空军司令部（MK TU） （Markas Tentera Udara）                  | 空军司令部（MK TU） （Markas Tentera Udara）                  | 空军司令部（MK TU） （Markas Tentera Udara） | 空军司令部（MK TU） （Markas Tentera Udara） |  |  |  |  |

### 武装部队司令部
武装部队司令部（MK ATM；Markas Angkatan Tentera Malaysia）是由军阶为中将的将领所领导，他负责拟定草案、监督军事任务和协调三支部队的运作并直接向总司令进行报告，司令部分为若干办事处：
- J1 - 秘书处（Sekretariat）
- J2 - 军人事务处（Perkhidmatan Anggota）
- J3 - 防卫演习和行动处（Bahagian Operasi dan Latihan Pertahanan）
- J4 - 防卫补给处（Bahagian Logisti Pertahanan）
- J5 - 防卫策划处（Bahagian Perancangan Pertahanan）
- J6 - 电子防卫和通讯处（Bahagian Komunikasi dan Elektronik Pertahanan）
- J7 - 公共事务处（Bahagian Hal Ehwal Awam）
- J8 - 后备部队处（Bahagian Pasukan Simpanan Angkatan Tentera）
- J9 - 卫生处（Bahagian Perkhimatan Kesihatan）

| 军官军衔（Kumpulan Pegawai）           |                   |
| 元帅*                                  | Fil Marshal       |
| 上将                                   | Jeneral           |
| 中将                                   | Leftenan Jeneral  |
| 少将                                   | Mejar Jeneral     |
| 准将                                   | Brigadier Jeneral |
| 上校                                   | Kolonel           |
| 中校                                   | Leftenan Kolonel  |
| 少校                                   | Mejar             |
| 上尉                                   | Kapten            |
| 中尉                                   | Leftenan          |
| 少尉                                   | Leftenan Muda     |
| 见习士官                               | Kadet             |
| 士兵军衔（Kumpulan Lain-lain Pangkat） |                   |
| 一级准尉                               | Pegawai Waren I   |
| 二级准尉                               | Pegawai Waren II  |
| 上士                                   | Staf Sarjan       |
| 中士                                   | Sarjan            |
| 下士                                   | Koperal           |
| 上等兵                                 | Lans Koperal      |
| 列兵                                   | Prebet            |

| 军官军衔（Kumpulan Pegawai）           |                     |
| 元帅*                                  | Laksamana Armada    |
| 上将                                   | Laksamana           |
| 中将                                   | Laksamana Madya     |
| 少将                                   | Laksamana Muda      |
| 准将                                   | Laksamana Pertama   |
| 上校                                   | Kepten              |
| 中校                                   | Komander            |
| 少校                                   | Leftenan Komander   |
| 上尉                                   | Leftenan            |
| 中尉                                   | Leftenan Madya      |
| 少尉                                   | Leftenan Muda       |
| 高级见习军官                           | Pegawai Kadet Kanan |
| 见习军官                               | Kadet               |
| 士兵军衔（Kumpulan Lain-lain Pangkat） |                     |
| 一级准尉                               | Pegawai Waren I     |
| 二级准尉                               | Pegawai Waren II    |
| 上士                                   | Bintara Kanan       |
| 中士                                   | Bintara Muda        |
| 下士                                   | Laskar Kanan        |
| 一等水兵                               | Laskar Kelas I      |
| 二等水兵                               | Laskar Kelas II     |
| 新兵                                   | Rekrut              |

| 军官军衔（Kumpulan Pegawai）           |                       |
| 元帅*                                  | Fil Marshal           |
| 上将                                   | Jeneral (U)           |
| 中将                                   | Leftenan Jeneral (U)  |
| 少将                                   | Mejar Jeneral (U)     |
| 准将                                   | Brigadier Jeneral (U) |
| 上校                                   | Kolonel (U)           |
| 中校                                   | Leftenan Kolonel (U)  |
| 少校                                   | Mejar (U)             |
| 上尉                                   | Kapten (U)            |
| 中尉                                   | Leftenan (U)          |
| 少尉                                   | Leftenan Muda (U)     |
| 见习士官                               | Kadet                 |
| 士兵军衔（Kumpulan Lain-lain Pangkat） |                       |
| 一级准尉                               | Pegawai Waren I (U)   |
| 二级准尉                               | Pegawai Waren II (U)  |
| 上士                                   | Flait Sarjan          |
| 中士                                   | Sarjan (U)            |
| 下士                                   | Koperal (U)           |
| 上等兵                                 | Laskar Kanan (U)      |
| 一等兵                                 | Laskar Udara I        |
| 二等兵                                 | Laskar Udara II       |

## 历史
早在英殖民政府统治马来亚半岛期间，马来亚军队就已经包含了三个主要的分支，随着马来西亚联合邦的成立和新加坡的独立，三个分支在这段时间内经过了几次的重组和改革，但陆海空三军的编制基本上是不改变的。

### 马来西亚陆军

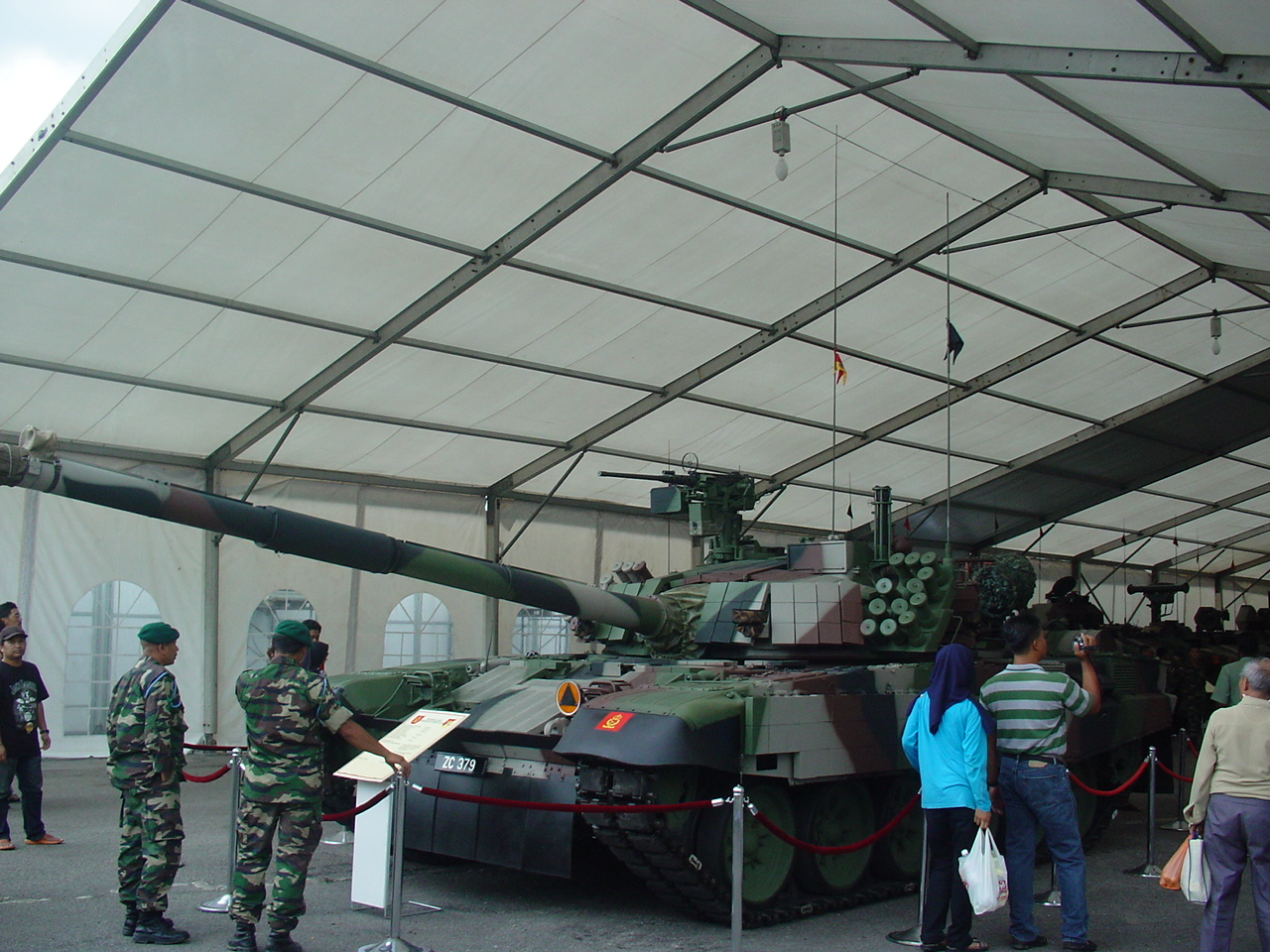
PT-91M戰車(T-72的改型)

马来西亚陆军的前身是成立於1933年3月1日的马来志愿兵团（英語：First Experimental Malay Company），1938年3月1日，志愿军团被提升为马来第一军团（英語：First Battilion Malay Regiment），并在1941年12月1日（二战前夕）成立了马来第二军团（英語：Second Battilion Malay Regiment）。战后不久，马来亚半岛陷入紧急状态，陆军部队的规模扩大至7个军团。1952年9月1日，第一支联邦装甲兵团（英語：Federation Reconnaissance Squadron）成立。独立以后，陆军部队开始参与联合国维和行动。

### 马来西亚皇家海军

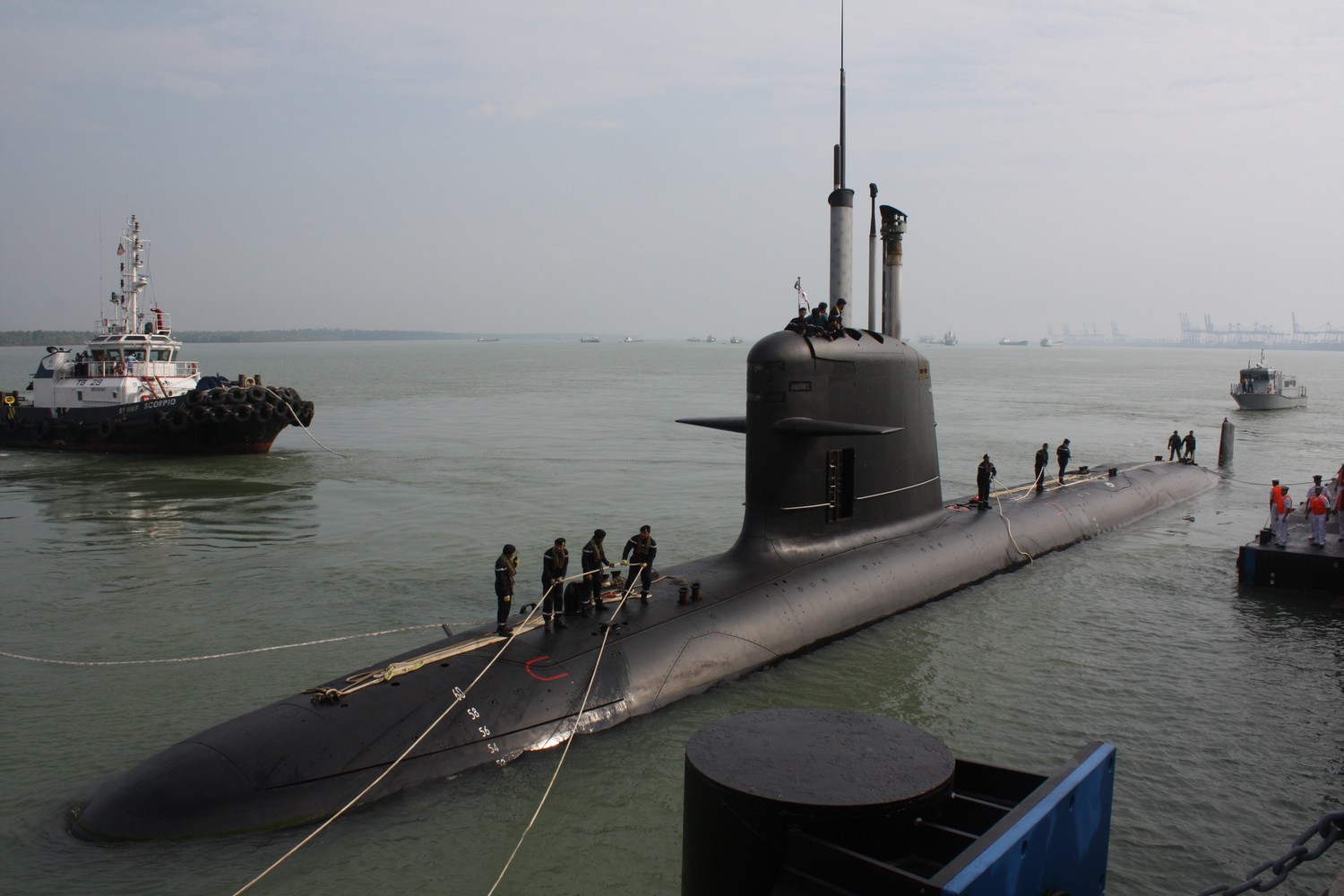
马来西亚鮋魚級潛艇

马来西亚皇家海军的前身是在1934年4月27日成立于新加坡的海峡殖民地后备志愿军（英語：Straits Settlement Volunteer Reserve Force）。二战期间，英殖民政府在槟城成立分队并改名为马来亚皇家志愿海军（英語：Malay Section of The Royal Navy）。二战以后，由于资金缺乏，马来亚海军部队曾一度被解散；在紧急状态时期，海军部队又恢复运作。1952年，马来亚海军被英女皇伊丽莎白二世授于马来亚皇家海军（英語：Royal Malayan Navy）的名号。独立以后，海军部队把基地由新加坡岛迁移至马来亚半岛，并在1963年9月16日改名为马来西亚皇家海军。

### 马来西亚皇家空军

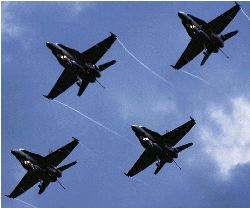
马来西亚F/A-18戰機

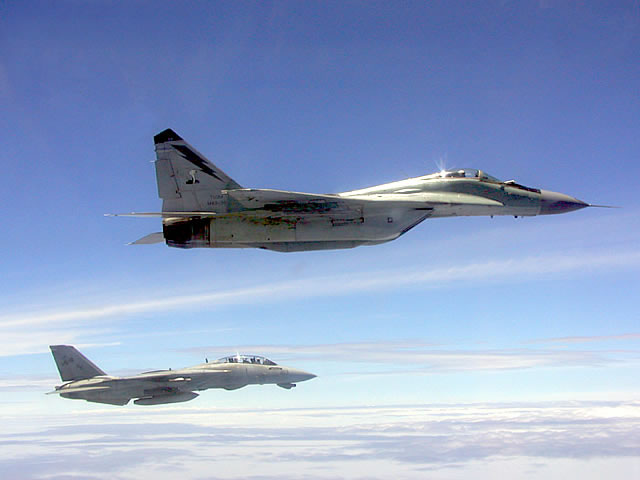
马来西亚的米格29

马来西亚皇家空军的前身是成立于1936年的海峡殖民地志愿空军部队（英語：Malayan Auxiliary Air Force）；二战期间，部队改名为马来亚后备空军部队（马来语：Pasukan Simpanan Tentera Udara Malaya）。战后，空军部队曾一度被解散，但在1958年6月2日由国会通过空军法令（英語：Air Force Ordinance）恢复运作，重新运作的空军部队被名为马来亚皇家空军（英語：Royal Malayan Air Force）。1963年9月16日，空军部队又易名为马来西亚皇家空军（英語：Royal Malaysian Air Force）。

## 战备任务
马来西亚武装部队主要是驻守在马来西亚边界，特别是于紧急状态时期对抗游移在马泰边界的马共游击部队、防止菲律宾南部的叛乱组织入境以及消灭在马六甲海峡上进行攫夺活动的海盗。在国际上，马来西亚武装部队的主要工作是参于联合国维持和平部队的维和行动，目前已经有18名武装部队军人在维和行动中丧生。
马来西亚国土近代曾遭受的侵略是发生在第二次世界大战时，日本由马泰边界侵入马来亚半岛（当时的马来亚半岛在英国的殖民统治之下分为海峡殖民地、马来联邦和马来属邦三个区域）以及苏加诺任印尼总统时发生的印马对抗事件。
- 首次紧急状态（1948年至1960年）
马来亚共产党反对英国殖民政府和马来亚政府的统治，组织马来亚人民解放军进行游击战。
- 刚果维和行动（1960年至1962年）
1,947名军人组成的派遣部队加入联合国刚果行动，这个派遣部队被命名为马来西亚驻刚果特遣部队。
- 砂拉越共产主义叛乱（1963年至1990年）
北加里曼丹共产党反对砂拉越州加入马来西亚，组织北加里曼丹人民解放军发动叛乱，随后在1990年与马来西亚政府签署和平条约后宣布叛乱结束。
- 马印对抗事件（1963年至1966年8月11日）
印尼总统苏加诺执政期间与马来西亚政府发生冲突，印尼军队於1964年曾一度侵入柔佛拉美士。1965年，苏哈托掌权，双方於1966年达成和平协议。
- 马共叛乱（1968年至1989年12月2日）
马共游击部队退守到马泰边界持续地与马来西亚政府对抗，直至1989年12月2日，马、泰、共三方签署《合艾条约》为止。
- 两伊边界（1988年8月至1991年2月）
在两伊战争结束后，参于联合国伊朗－伊拉克军事观察团（英语：United Nations Iran-Iraq Military Observer Group）的监督行动。
- 纳米比亚（1989年4月至1990年3月）
参于联合国过渡时期援助团（英语：United Nations Transition Assistance Group）监督纳米比亚举行的选举活动及独立过程。
- 西撒哈拉（1991年4月至今）
参于联合国西撒哈拉全民投票特派团协助摩洛哥政府和波利萨里奥阵线举行全民投票让西撒哈拉人民决定该领土的政治未来。
- 安哥拉（1991年6月至1995年2月）
参于联合国安哥拉核查团二期（英语：United Nations Angola Verification Mission II）协助安哥拉内战双方达致停火协议。
- 伊科边界（1992年至2003年）
参于联合国伊拉克－科威特观察团（英语：United Nations Iraq-Kuwait Observation Mission）监测伊科边界的非军事区，遏制侵犯边境行动。
- 柬埔寨（1992年至1993年）
参于柬埔寨过渡时期联合国权力机构成立临时政府联合国柬埔寨临时权力机构（联柬权力机构，英文: United Nations Transitional Authority in Cambodia）并协助举行选举和柬埔寨的国家重建。
- 波斯尼亚和黑塞哥维那（1993年至1998年）
在1993年至1995年期间参于联合国保护部队（英语：United Nations Protection Force）协助发放人道主义救济、监测禁飞区和安全区。随后任务扩大到在前南斯拉夫的马其顿共和国对边境地区进行预防性监测。1995年12月签署岱顿协定后，联合国保护部队撤出，该地部署了北约领导的稳定部队（英语：SFOR）和执行部队（英语：IFOR）。联合国保护部队负责协调人道主义救济、排雷、人权、选举和基础设施重建等方面的活动。
- 利比里亚（1993年至1997年）
3名官员参于联合国利比里亚观察团（英语：United Nations Observer Mission in Liberia）支援西非国家经济共同体及利比里亚过渡政府与内战各方达致和平协议。
- 索马里（1993年至1994年）
参于联合国索马里行动二期（英语：United Nations Operation in Somalia II）的人道主义援助行动。
- 莫桑比克（1993年至1995年）
参于联合国莫桑比克行动（英语：United Nations Operations in Mozambique）监督莫桑比克政府与莫桑比克全国抵抗运动和平协定的执行。
- 西巴丹岛绑架事件（2000年至2001年）
部署于马菲边境防止菲律宾叛军的犯境。
- 阿富汗战争（2001年）
派遣空军以及陆军各500名军人协助美军，以及安排一支马来西亚医疗部队驻守巴基斯坦恰门边境地区协助逃离阿富汗的难民。
- 菲律宾南部（2003年）
在菲律宾政府的允许之下，在菲律宾南部区域监视莫洛回教解放阵线（英语：Moro Islamic Liberation Front）的活动。
- 南亚海啸（2004年）
参于印尼亚齐的援助行动。
- 克什米尔大地震（2005年）
一支医疗部队驻守巴基斯坦协助地震灾民。
- 东帝汶冲突（2006年5月）
驻守东帝汶协助镇压当地发生的暴乱事件。
- 2006年黎巴嫩联合国维和任务（2006年至今）
长期驻守黎巴嫩执行维和任务。
- 2013年拿篤衝突（2013年）
苏禄武装人员于2013年2月12日携带武器乘船从菲律宾南部进入马来西亚沙巴索地，冲突持续1个多月。期间多次正面交火，马来西亚皇家空军更从空中对在马来西亚境内的苏禄武装人员发动攻击。1个多月来的冲突造成10名马来西亚军警殉职；71名苏禄武装人员死于战场和152名苏禄武装人员被捕。
- 马来西亚航空370号班机空难搜救任务（2014年3月7日至今）
马来西亚航空370号班机于2014年3月7日在越南管制区失去联系，马来西亚国防部派遣空军部队以及海军到失联海域以及空域搜索马来西亚航空370号班机，后来便开始大规模搜索马来半岛附近的海域以及空域，之后再全数调到印度洋执行海底搜索残骸任务。
- 马来西亚航空17号班机空难（2014年7月）
马来西亚航空17号班机于2014年7月17日在乌克兰境内靠近俄罗斯的边界地区遭地对空导弹击落，马来西亚国防部派遣特别部队到乌克兰与国际调查组共同进行搜证工作。
- 印尼亚洲航空8501号班机空难（2014年12月）
印尼亚洲航空一架由印尼泗水飞往新加坡的QZ8501号班机在印尼空域疑因恶劣天气关系失控并坠毁，马来西亚国防部在印尼政府的要求下派遣海军部队到失事海域搜索失事飞机残骸。